# Landerneau
Landerneau (Bretonska: Landerne) är en stad och kommun i nordvästra Frankrike, nära Brest. Landerneau är huvudort i kommunen med samma namn som är en del av departementet Finistère i regionen Bretagne. År 2022 hade Landerneau 16 327 invånare.
Landerneau är en gammal stad belägen vid floden Élorn nära dess utflöde i Rade de Brest. Den bebyggda bron Pont de Rohan visar upp medeltida arkitektur och är ett av stadens turistmål.
I Landerneau ligger  Lycée de l'Élorn med bland annat en berömd träteknisk inriktning.

## Befolkningsutveckling
Antalet invånare i kommunen Landerneau
Referens:INSEE